# Col d’Aspin
Der Col d’Aspin ist ein französischer Straßenpass in den Pyrenäen. Der 1489 m hohe Übergang befindet sich in der Region Okzitanien (Département Hautes-Pyrénées) und verbindet Bagnères-de-Bigorre bzw. Sainte-Marie-de-Campan im Campan-Tal mit Arreau im Aure-Tal.

## Streckenführung

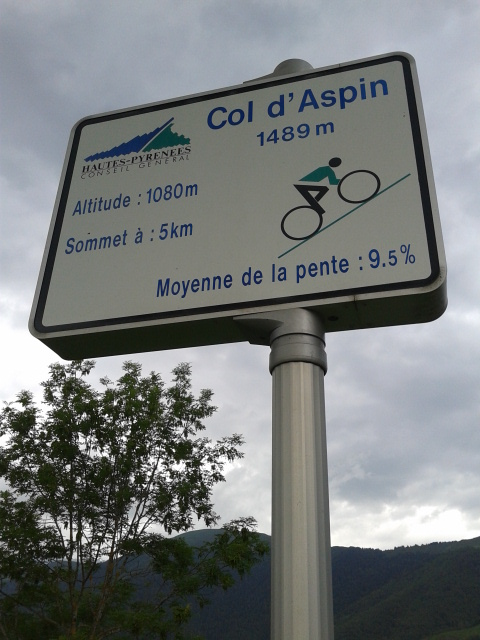
Eine der speziellen Kilometermarken für Radfahrer im Anstieg von Arreau

Die nordwestliche Anfahrt auf den Col d’Aspin beginnt in Bagnères-de-Bigorre auf 555 Metern Höhe. Die D 935 folgt zwölf Kilometer lang dem Lauf des Adour bis Sainte-Marie-de-Campan auf 840 Metern Höhe. Dort trifft die Straße auf die D 918, die Route des Cols vom Col du Tourmalet und La Mongie kommend. Nach sieben Kilometern mit mäßiger Steigung wird die 1100 Meter hoch gelegene Lift-Station Payolle erreicht, die zur Gemeinde Campan gehört. Nach Süden zweigt dort eine asphaltierte Straße zum Pass Hourquette d’Ancizan (1564 Meter) ab. Die Auffahrt auf den Aspin wird nun steiler (bis zu 9 %) und enthält einige Kehren. Sie führt nahezu vollständig durch Wald. Von der Passhöhe aus bietet sich ein schöner Blick auf die steile Ostrampe des Aspin und über das Tal der Neste d’Aure.
Die Ostrampe von Arreau aus ist deutlich anspruchsvoller. Die ersten zwei Kilometer folgt sie einem kleinen Bach, wo eine kleine Alternativroute über das Dorf Aspin-Aure abzweigt. Die Hauptstrecke erklimmt nun eine steile Gebirgswand. Dabei wechselt sie mehrmals die Richtung. Der achte Kilometer ist mit 9,5 % der steilste. Die Straße ist recht schmal, zwei Wohnmobile können einander nur mit Mühe passieren.
Beide Aufstiege sind in Abständen von einem Kilometer mit speziellen Schildern für Radfahrer ausgestattet.

## Radsport
Der Col d’Aspin ist einer der bekanntesten Pässe der Tour de France und wurde seit seiner Erstbefahrung bereits 76 mal überquert (Stand 2023). Nur zwei Anstiege schienen öfters im Programm des größten Radrennens der Welt auf. Mit der Vuelta a España führte eine weitere Grand Tour über den Col d’Aspin. Zudem nutzten auch kleinere Rennen wie die Route d’Occitanie und Ronde de l’Isard den Pass.

### Tour de France
Die Geschichte des Col d’Aspin ist eng mit jener der Pyrenäen bei der Tour de France verbunden. Bei der 8. Austragung im Jahr 1910 stellte er neben dem Col de Peyresourde, Col du Tourmalet und Col d’Aubisque einen der vier Pässe dar, die auf der ersten Pyrenäen-Etappe überquert wurden. Damals führte die 326 Kilometer lange 10. Etappe von Luchon nach Bayonne, wobei der Col d’Aspin von der Westauffahrt als zweiter Anstieg des Tages überquert wurde. Als erster Fahrer erreichte damals der Franzose Octave Lapize die Passhöhe, ehe er sich die Etappe und den Gesamtsieg der Rundfahrt sicherte.
In den Folgejahren blieb der Col d’Aspin ein Teil des „Berg-Quartetts“, das bis 1914 als Pyrenäen-Etappe diente und ab dem Jahr 1913 in umgekehrter Richtung befahren wurde. Als die Tour de France nach dem Ersten Weltkrieg (keine Austragungen 1915–1918) im Jahr 1919 erneut durchgeführt wurde, blieb der Pass ein Fixpunkt der Pass-Kombination, ehe er im Jahr 1928 erstmals gemeinsam mit dem Col de Peyresourde aus dem Programm gestrichen wurde. Es sollte sechs Jahre dauern, ehe der Col d’Aspin wieder bei der Tour de France befahren wurde, wobei er bis ins Jahr 1939 Teil unterschiedlicher Streckenführungen war. Nach dem Zweiten Weltkrieg, der eine Austragung der Tour de France in den Jahren 1940 bis 1946 unmöglich machte, folgten 55 weitere Überquerungen, wobei die letzte im Jahr 2023 auf der 6. Etappe stattfand. Bei der Tour de France 1950 kam es auf der Passhöhe zu Handgreiflichkeiten, was dazu führte, dass die italienische Mannschaft um Gino Bartali und Fiorenzo Magni, der zu diesem Zeitpunkt die Gesamtwertung anführte, zurücktrat.
Über die Jahre wurde der Col d’Aspin mit den unterschiedlichsten Bewertungen klassifiziert. Bis ins Jahr 1978 wurde der Pass meist als Bergwertung der 2. Kategorie eingestuft und im Jahr 1962 nur als Bergwertung der 3. Kategorie bewertet. Heute gilt der Col d’Aspin von beiden Seiten als Anstieg der 1. Kategorie.
Die bislang letzte Überquerung des Col d’Aspin erfolgte auf der 6. Etappe der Tour de France 2023. Im Jahr 2025 soll der Pass im Rahmen der 14. Etappe ins Programm des größten Radrennens der Welt zurückkehren, wobei diesmal die weniger anspruchsvolle Westauffahrt genutzt wird. Im Anschluss führt die Strecke über den Col de Peyresourde nach Superbagnères, wo eine Bergankunft abgehalten wird. Vor dem Col  d’Aspin muss zudem der höhere Col du Tourmalet überquert werden.
Neben dem Col d’Aspin gibt es mit dem Hourquette d’Ancizan (1564 m) eine weitere Verbindung zwischen dem Campan-Tal und dem Aure-Tal. In den Jahren 2011, 2013, 2016 und 2019 zog die Organisation der Tour de France den schmaleren Pass vor und führte somit am Col d’Aspin vorbei. 2022 standen erstmals beide Pässe innerhalb von einer Etappe auf dem Programm. Weiters wird der Col d’Aspin in der Regel in Kombination mit dem Col du Tourmalet oder dem Col de Peyresourde befahren. 2016 fand eine Zielankunft am Lac de Payolle und somit im Schatten des Col d’Aspin statt. Bergankünfte gab es auf der Passhöhe jedoch noch keine.

### Vuelta a España
Die erste Befahrung des Col d’Aspin bei der Vuelta a España fand im Jahr 1992 auf der 9. Etappe statt, die über 144 Kilometer von Vielha über vier Pyrenäen-Pässe führte und mit einer Bergankunft in Luz Ardiden zu Ende ging. Der Spanier Carlos Hernández Bailo sicherte sich die Bergwertung der 1. Kategorie, nachdem die Westauffahrt absolviert worden war. Im Jahr 1995 stand die zweite Überquerung des Col d’Aspin auf dem Programm, ehe die Spanien-Rundfahrt im Jahr 2003 das einzige und bisher letzte Mal über die Ostauffahrt führte.
| Jahr | Etappe     | Bergwertung  | Erster am Gipfel       | Auffahrt |
| ---- | ---------- | ------------ | ---------------------- | -------- |
| 1992 | 09. Etappe | 1. Kategorie | Carlos Hernández Bailo | West     |
| 1995 | 17. Etappe | 1. Kategorie | unbekannt              | West     |
| 2003 | 08. Etappe | 1. Kategorie | Joan Horrach           | Ost      |